# Movimiento Patriótico de Anguila
El Movimiento Patriótico de Anguila fue un partido político en Anguila. En las últimas elecciones, el 21 de febrero de 2005, el partido no obtuvo ningún escaño.

## Resultados electorales
| Año  | Votos | %   | Escaños | +/– | Posición |
| ---- | ----- | --- | ------- | --- | -------- |
| 2000 | 194   | 4.1 | 0/7     | 0   | 4.º      |